# Twigmore Hall
Twigmore Hall (eller Twigmoor Hall) är en herrgård som ligger i Holme i North Lincolnshire, Lincolnshire i England. Twigmore Hall är känt för att ha varit krutkonspiratören John Wrights hem under slutet av 1500-talet och början av 1600-talet. Fader John Gerard noterade att Twigmore Hall var en plats dit präster ofta kom för att ge Wright andlig tröst och sig själva kroppslig hjälp, även om de engelska myndigheterna beskrev platsen med de något mindre smickrande orden "en papistisk högskola för förrädare." Under påsken 1604 höll jesuiten Henry Garnet en mässa vid denna herrgård.